# اچ‌ام‌اس ال۴

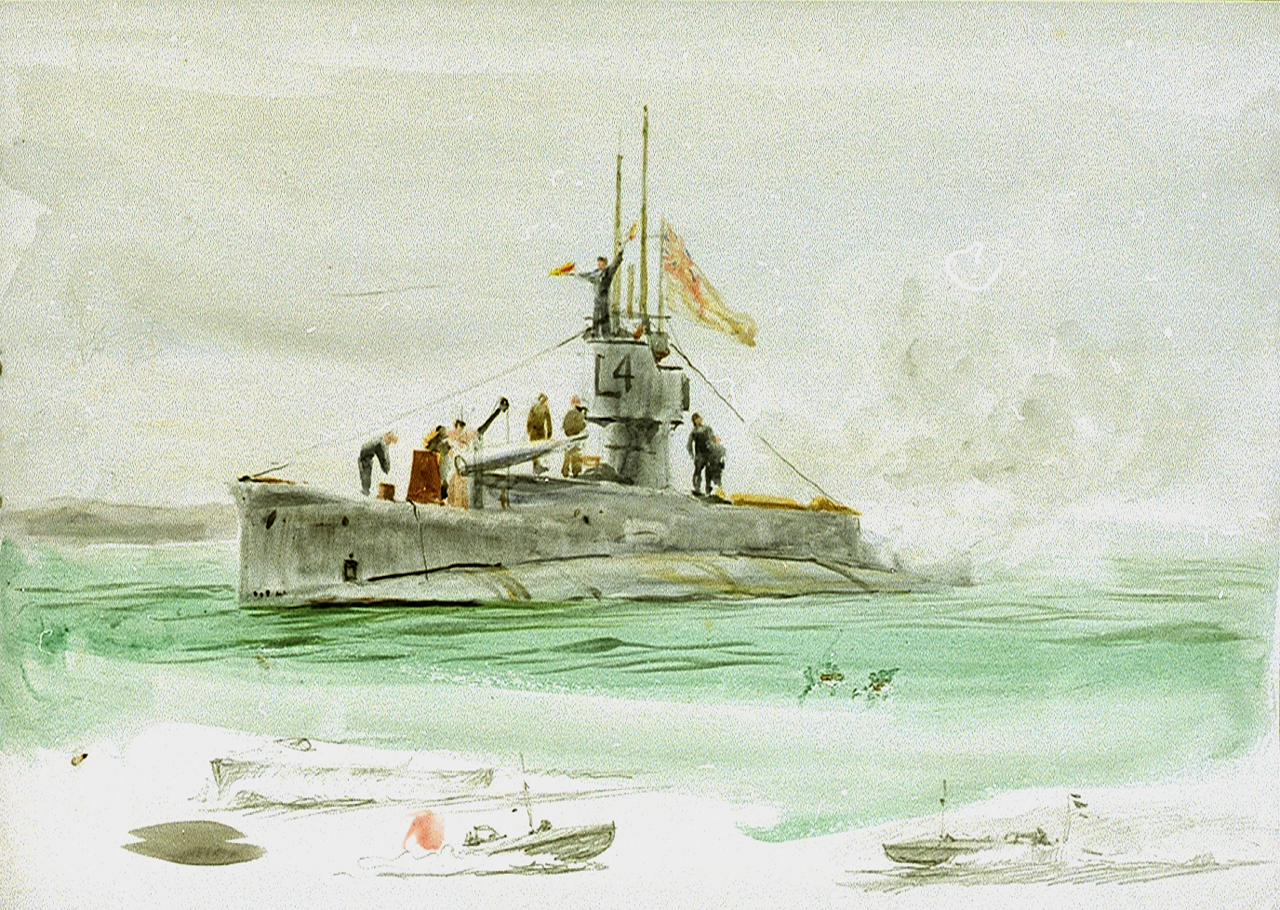
تصویر نقاشی شده از اچ‌ام‌اس

اچ‌ام‌اس ال۴ (به انگلیسی: HMS L4) یک زیردریایی بود که طول آن ۲۲۲ فوت (۶۸ متر) بود. این زیردریایی در سال ۱۹۱۷ ساخته شد.